# Harald Feineis
Harald Feineis (* 15. Juli 1951 in Würzburg) ist ein deutscher Politiker (AfD) und von Januar 2018 bis März 2020 Mitglied in der Hamburgischen Bürgerschaft.

## Leben
Feineis studierte Bautechnik und war ab Juli 1974 Mechanical-Project-Engineer und Fachbauleiter auf Großbaustellen in Südafrika, Simbabwe und Saudi-Arabien. Ab 1986 studierte er evangelische Theologie und ab 1991 war er hauptberuflich Pastor. Im Januar 1997 gründete er mit dem ghanaischen Pastor Alfred Osei-Poku und dem Ingenieur Jan Pahl das Christliche Hilfswerk für Afrika. Der gemeinnützige Verein unterstützt Entwicklungshilfeprojekte in verschiedenen Ländern Afrikas. Von 2001 bis 2017 war er daneben Arbeits- und Personalvermittler, Berufsberater und Coach. 2004 wurde ihm der Titel D.Min. (Doctor of Ministry) verliehen.
2013 war Feineis Mitbegründer der AfD in Hamburg-Harburg. Am 1. Januar 2018 rückte er für den ausgeschiedenen Joachim Körner in die Hamburgische Bürgerschaft nach. Dort war er bis März 2020 Mitglied folgender Ausschüsse: Familien-, Kinder- und Jugendausschuss, Schulausschuss, Sportausschuss, Ausschuss für Wissenschaft und Gleichstellung, Ausschuss für Soziales, Arbeit und Integration, Gesundheitsausschuss. Der 2020 gewählten Bürgerschaft gehörte er nicht mehr an. Seit 2021 lebt Feineis zeitweise mit Aufenthaltserlaubnis in Swakopmund, Namibia. Dort verantwortet er einen deutschsprachigen Kindergarten mit Namen „KiGa Löwenherz“. Dieser ist Mitglied im „Deutschen Schulverein Swakopmund“.
Feineis ist seit 1974 mit Ursula Feineis verheiratet und hat drei erwachsene Kinder.